# Frontera entre la Xina i el Nepal
La frontera entre la Xina i Nepal és la línia frontera que separa Nepal de la Xina al llarg de la serralada de l'Himàlaia, s'estén al nord-oest i al sud-est, separant el sud de la Regió Autònoma del Tibet i el territori del Nepal. Aquesta frontera passa pel cim més alt del món, l'Everest. La línia s'estén entre dos trifinis Xina - Nepal - Índia. El trifini l'oest es troba a la Zona Mahakali nepalesa. El trifini a l'est es troba a la regió de Mechi.

## Història
Al llarg de la història, els nepalesos va comerciar amb els tibetans a travessant molts passos fronters. Un dels productes més importants comercialitzats va ser la sal de l'àrea tibetana.
La República Popular de la Xina i el Regne del Nepal van tenir una breu disputa fronterera abans de 1960. La van resoldre mitjançant la signatura d'un acord fronterer en 1961.

## Passos fronterers
El 2012, Nepal i Xina van acordar obrir el nou port d'entrada, fins a un total de 6 ports oficials. Tres dels ports són designats com a ports internacionals, mentre que altres tres només estan designats per al comerç bilateral.
El pas fronterer entre Zhangmu i Kodari a la Carretera de l'Amistat ha estat operatiu des de 1968. En 2014 el pas fronterer a Rasuwa Fort (Rasuwagadhi) fou obert pel comerç. Tanmateix, aquest pas no ha estat obert als forasters fins al 2017. A més, aquest pas fronterer s'ha considerat com un futur pas ferroviari entre ambdós estats.
Altres passos com el Burang-Hilsa vora el trifini occidental tot i que no són totalment accessibles han esetat usats durant molts anus per al comerç local entre la Xina i Nepal. Alguns d'aquests passos han tingut tanta importància per al comerç local que en 2008 quan els xinesos van estrènyer el control de llurs fronteres durant els Jocs Olímpics, pobles com Kimathanka es van enfrontar a una escassetat d'aliments a causa de la interrupció del comerç local. Històricament, hi ha fins i tot més passos fronterers. El pas a Kora La entre Mustang i Tibet, per exemple, era una important ruta de comerç de sal. No obstant això, aquest pas es va tancar a causa de la guerrilla tibetana en els anys seixanta. Es manté tancat durant la major part de l'any fins a l'actualitat, excepte quan s'està obert per un comerç local limitat durant les fires semestrals de comerç transfronterer.
| Nom del tractat(altre nom)       | Jurisdiccions                                                      | Status    | Trànsit internacional | Localització del pas                                 | Elevació fronterera | Màxim dins R.A. Tibet. | Nota                                 |
| -------------------------------- | ------------------------------------------------------------------ | --------- | --------------------- | ---------------------------------------------------- | ------------------- | ---------------------- | ------------------------------------ |
| Burang–Yari (Xieerwa)            | Hilsa, Districte de Humla Burang, comtat de Burang                 | Actiu     | Projectat             | 30° 09′ 12″ N, 81° 20′ 00″ E / 30.15333°N,81.33333°E | 3,640 m (11,900 ft) | 4,720 m (15,500 ft)    | Actualment existeix comerç local     |
| Lizi—Nechung (Kora La)           | Lo Manthang, districte de Mustang comtat de Zhongba                | Projectat | No                    | 29° 19′ 24″ N, 83° 59′ 09″ E / 29.32333°N,83.98583°E | 4,620 m (15,200 ft) |                        | Només hi comerç en fires estacionals |
| Gyirong–Rasuwa                   | Rasuwa Gadhi, districte de Rasuwa Gyirong, comtat de Gyirong       | Actiu     | Sí                    | 28° 16′ 45″ N, 85° 22′ 43″ E / 28.27917°N,85.37861°E | 1,850 m (6,100 ft)  | 5,230 m (17,200 ft)    |                                      |
| Zhangmu–Kodari                   | Tatopani, districte de Sindhupalchok Zhangmu, comtat de Nyalam     | Tancat    | Sí                    | 27° 58′ 24″ N, 85° 57′ 50″ E / 27.97333°N,85.96389°E | 1,760 m (5,800 ft)  | 5,150 m (16,900 ft)    |                                      |
| Chentang–Kimathanka              | Kimathanka, districte de Sankhuwasabha Chentang, comtat de Dinggyê | Projectat | No                    | 27° 51′ 30″ N, 87° 25′ 30″ E / 27.85833°N,87.42500°E | 2,248 m (7,400 ft)  |                        | Actualment hi ha comerç local        |
| Ri'og–Olangchung Gola (Tipta La) | Olangchung Gola, districte de Taplejung Ri'og, comtat de Dinggyê   | Projectat | No                    | 27° 49′ 00″ N, 87° 44′ 00″ E / 27.81667°N,87.73333°E | 5,095 m (16,700 ft) |                        | Actualment hi ha comerç local        |

## Galeria

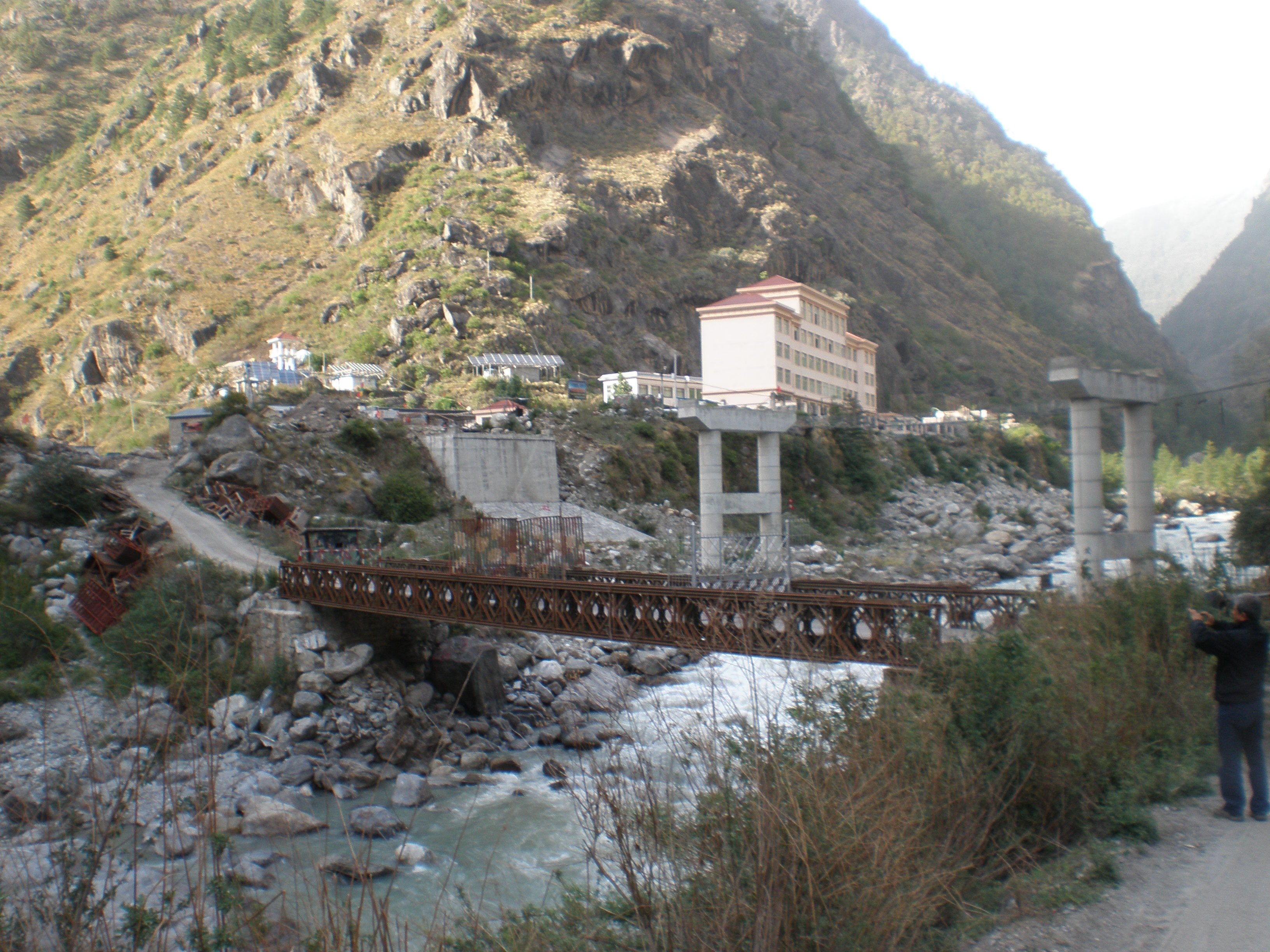
Pont del pas Gyirong–Rasuwa vora Rasuwa Fort
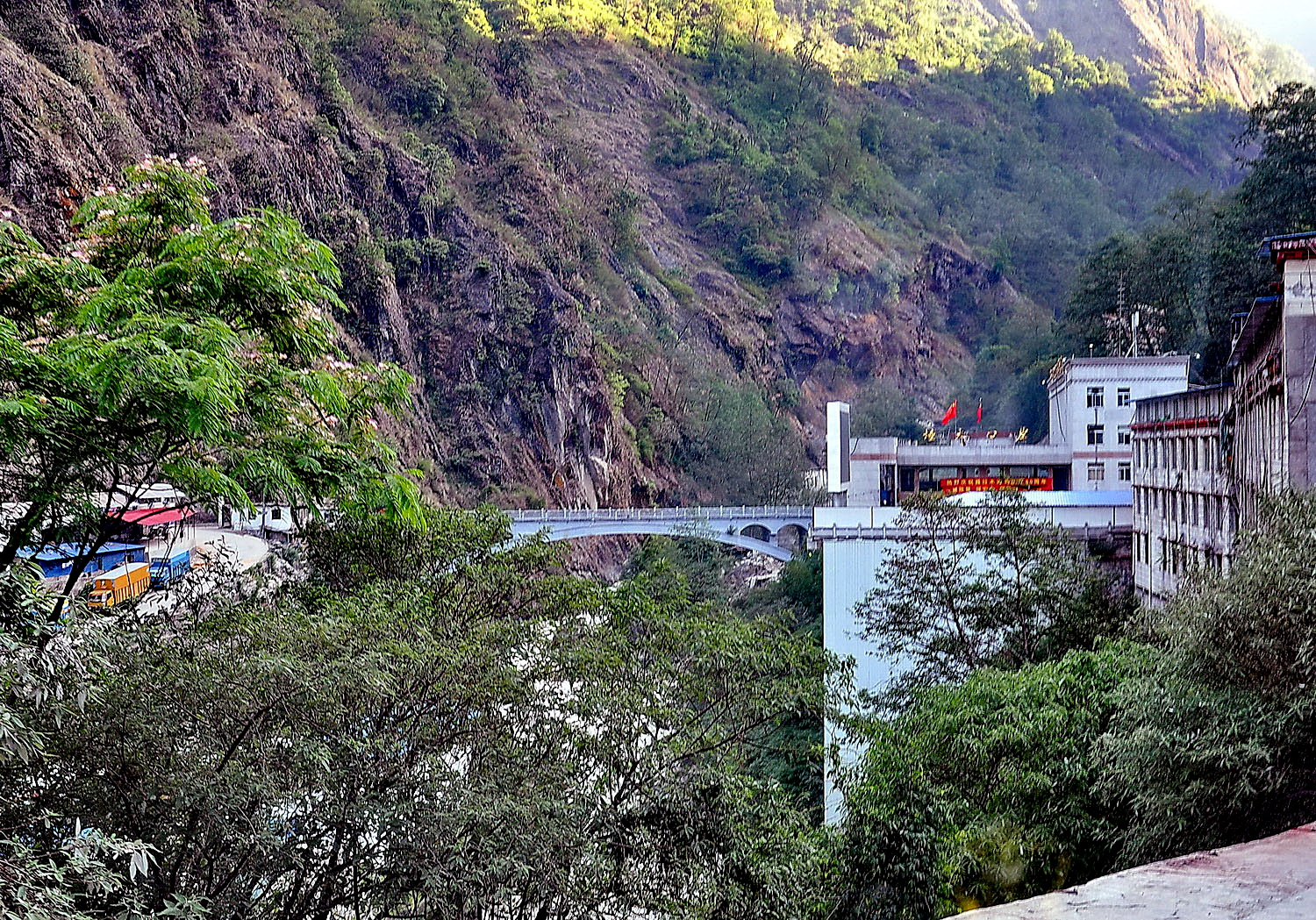
Pont de l'Amistat Xineso-Nepalesa al pas Zhangmu–Kodari
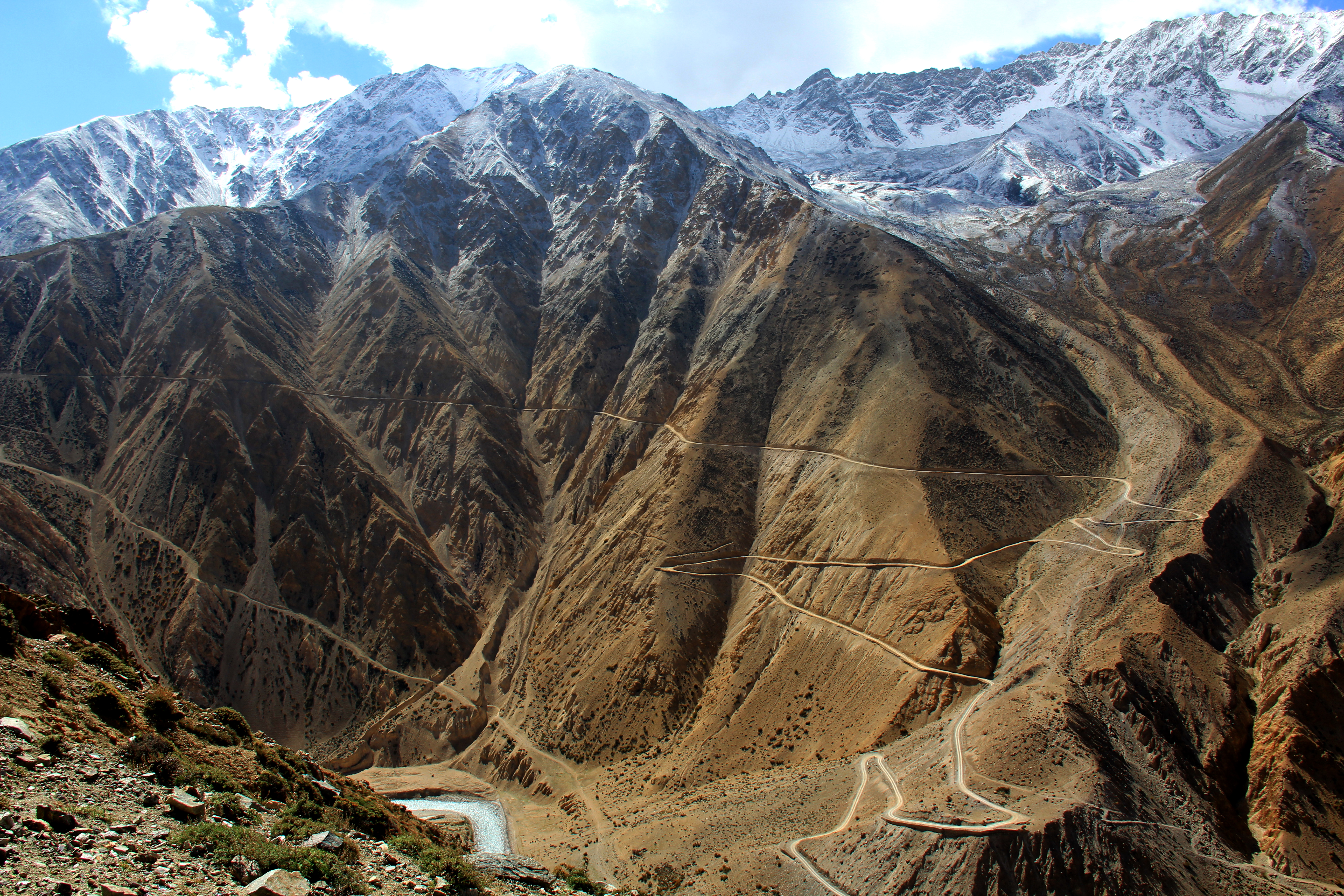
Nara La vora el pas Burang–Hilsa